# Leora Spellman
Leora Spellman (nacida como Leora Theresa Spellmeyer; 13 de julio de 1888 o 1890 – 4 de septiembre de 1945) fue una intérprete de vodevil y actriz de cine y teatro estadounidense y la esposa de Charles B. Middleton.
Nacida como Leora Theresa Spellmeyer en Bonne Terre, Misuri, comenzó a cantar en el escenario de niña y, de joven, empezó a trabajar en el vodevil, donde conoció y se casó con el también artista Charles Middleton en 1908. Luego se asociaron para crear un número de vodevil llamado "Middleton and Spellmeyer".
Con el nombre artístico Laura Spellman, trabajó principalmente en el teatro en vivo, al igual que su marido, pero en 1920 debutaron juntos en el cine mudo en "Wits vs. Wits". Sin embargo, ella siguió trabajando en el teatro y sólo apareció en dos películas más. Con el tiempo, su marido se labró una carrera de gran éxito como actor de carácter en el cine, sobre todo como "Emperor Ming" en los seriales de Flash Gordon.
Aunque dieciséis años más joven que él, Leora Spellman falleció cuatro años antes que su esposo en 1945 en Los Ángeles, California de un ataque al corazón. Está enterrada en el Hollywood Forever Cemetery de Hollywood junto a su marido. Aunque la mayoría de las fuentes publicadas indican que nació en 1890, su lápida indica que nació en 1888. El 1900 US Federal Census indica una edad de 12 años, con un mes y año de nacimiento de julio de 1887, en una hoja de información fechada el 11 de junio de 1900. Ancestry.com